# (2875) Lagerkvist
(2875) Lagerkvist (1983 CL) – planetoida z pasa głównego asteroid okrążająca Słońce w ciągu 4,68 lat w średniej odległości 2,8 j.a. Odkryta 11 lutego 1983 roku. Nazwana na cześć Claesa-Ingvara Lagerkvista, szwedzkiego astronoma.